# Barcelona (Venezuela)
Pour les articles homonymes, voir Barcelona.
Barcelona est une ville de l'Est du Venezuela, capitale de l'État d'Anzoátegui. En 2009, sa population s'élève à 590 438 habitants. Elle forme, avec les villes de Puerto La Cruz, Lechería et Guanta, une des aires métropolitaines les plus importantes du pays, la plus grande de l'Est vénézuélien avec approximativement un million d'habitants.

## Toponymie
À sa création en Nouvelle-Andalousie au XVIIe siècle, la ville est nommée « Barcelone-la-Neuve » (Nueva Barcelona) par les colons espagnols.

## Géographie

### Situation
Située sur une plaine côtière en bordure de la mer des Caraïbes, elle est entourée de montagnes qui font partie de la cordillère orientale du Venezuela. Elle possède de vastes plages, principalement dans les secteurs appelés Maurica et Caicara.
La ville est baignée par le río Neverí (es), qui la traverse. En 1970, le Neverí sortit de son lit, déborda et emporta de nombreuses habitations et vies humaines. Deux ans plus tard, le gouverneur Francisco Arreaza Arreaza fit construire un canal afin de se prémunir d'autre incidents de ce type.
Non loin de la cité, coule également le río Aragua, dont les débordements peuvent causer d'importants dégâts dans certains quartiers, comme celui occasionné à El Viñedo en 1999.

### Climat
| Mois                              | jan.  | fév.  | mars  | avril | mai   | juin | jui.  | août  | sep. | oct.  | nov. | déc.  | année   |
| --------------------------------- | ----- | ----- | ----- | ----- | ----- | ---- | ----- | ----- | ---- | ----- | ---- | ----- | ------- |
| Température minimale moyenne (°C) | 20,5  | 20,9  | 21,9  | 23,1  | 23,6  | 23,3 | 22,8  | 22,8  | 22,9 | 22,9  | 22,4 | 21,3  | 22,4    |
| Température moyenne (°C)          | 26    | 26,3  | 27,2  | 27,9  | 28,2  | 27,7 | 27,3  | 27,5  | 27,8 | 27,9  | 27,4 | 26,6  | 27,3    |
| Température maximale moyenne (°C) | 31,4  | 31,7  | 32,4  | 32,7  | 32,8  | 32,1 | 31,8  | 32,1  | 32,7 | 32,9  | 32,4 | 31,8  | 32,2    |
| Record de froid (°C)              | 12,8  | 15,2  | 12,5  | 16,9  | 18,5  | 20,3 | 19,5  | 19,3  | 18,7 | 19,7  | 18,1 | 15,6  | 12,5    |
| Record de chaleur (°C)            | 35,5  | 37    | 37,9  | 37,8  | 37,7  | 37,5 | 36    | 39    | 39,3 | 39    | 38,6 | 35    | 39,3    |
| Ensoleillement (h)                | 288,3 | 276,9 | 297,6 | 261   | 254,2 | 213  | 232,5 | 235,6 | 243  | 263,5 | 255  | 269,7 | 3 090,3 |
| Précipitations (mm)               | 7     | 3     | 2     | 8     | 48    | 105  | 119   | 121   | 84   | 59    | 44   | 24    | 624     |

## Histoire
La ville fut établie en 1638 sous le nom de Nueva Barcelona del Cerro Santo (« Nouvelle Barcelone du Mont Blanc ») par le conquistador espagnol d'origine catalane Joan Orpí (es). En 1671, elle est refondée par le gouverneur Sancho Fernández de Angulo y Sandoval (es), à deux kilomètres au sud de l'emplacement original.
Barcelone est l'une des provinces sous l'autorité du gouvernement de la Nueva Andalucía (« Nouvelle Andalousie »). Celle-ci s'est également appelée « province de Nueva Barcelona ».
En 1761, la province se limite au nord avec la ville de Pozuelos ; à l'ouest avec la río Unare (es) jusqu'à sa source ; à l'est avec le plateau de Guanipa ; et au sud, avec le fleuve Orénoque.
À la suite des événements du 19 avril 1810, un conseil se réunit à Barcelona et proclame le 27 avril 1810 l'indépendance de la province, alors constituée du district de Barcelona de la province deCumaná. Le 11 juillet 1810, le Conseil Suprême de Caracas inclut Barcelona parmi les provinces qui ne reconnaissent pas l'autorité du gouvernement espagnol.
Après la chute de la Première République du Venezuela, les autorités royales maintiennent l'appellation de « province de Barcelona ». Le 2 janvier 1821, elle passe sous la dépendance de la province de Guyane, et fait partie, avec celles de Cumaná et de Margarita, du département de l'Orénoque, de nouveau autonome le 13 janvier 1830.

## Transport

### Accès à la ville

#### Voie terrestre
Barcelona est accessible depuis Caracas par l'autoroute d'Orient (es) ; depuis le sud par l'Autoroute Centrale d'Anzoategui ; et depuis l'est par la nationale Puerto La Cruz-Cumaná.

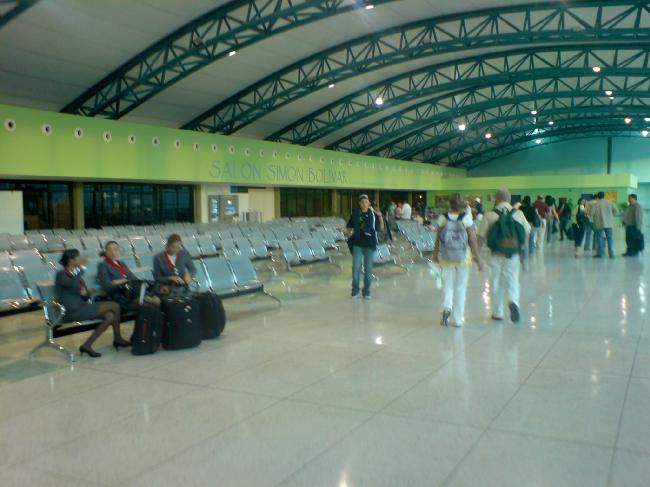
Salón Simón Bolívar Aeropuerto Internacional José Antonio Anzoátegui.

#### Voie aérienne
Barcelona possède un aéroport, l'Aéroport international Général José Antonio Anzoátegui (code IATA : BLA).

#### Voie maritime
Depuis le Port de Guanta, des ferrys lient Barcelona à Puerto La Cruz et Margarita.

### Metro
La construction d'un métro, encore en phase de projet, verrait celui-ci à 70% souterrain et à 30% aérien et posséderait au moins 14 stations dans son aire urbaine.

## Lieux d'intérêt
- Cathédrale de San Cristóbal de Barcelona (es)
- Casa de la Cultura
- Basílica del Cristo de José
- Casa Fuerte de Barcelona (es)
- Plaza Boyacá
- Plaza Bolívar
- Plaza Miranda
- Teatro Cajigal
- Museo de Anzoátegui (es) ou le Museo de la Tradición
- Plaza de La Raza
- Puente Real de los Españoles
- Antigua Aduana
- Ruinas de San Felipe Neri
- La Ermita de Nuestra Señora del Carmen
- Puente Bolívar
- Aguas Termales de Naricual
- El Balneario Vacacional Chimana des îles Chimanas
- Balneario Bergantín
- Río Neverí (es)
- Centro Comercial Puente Real

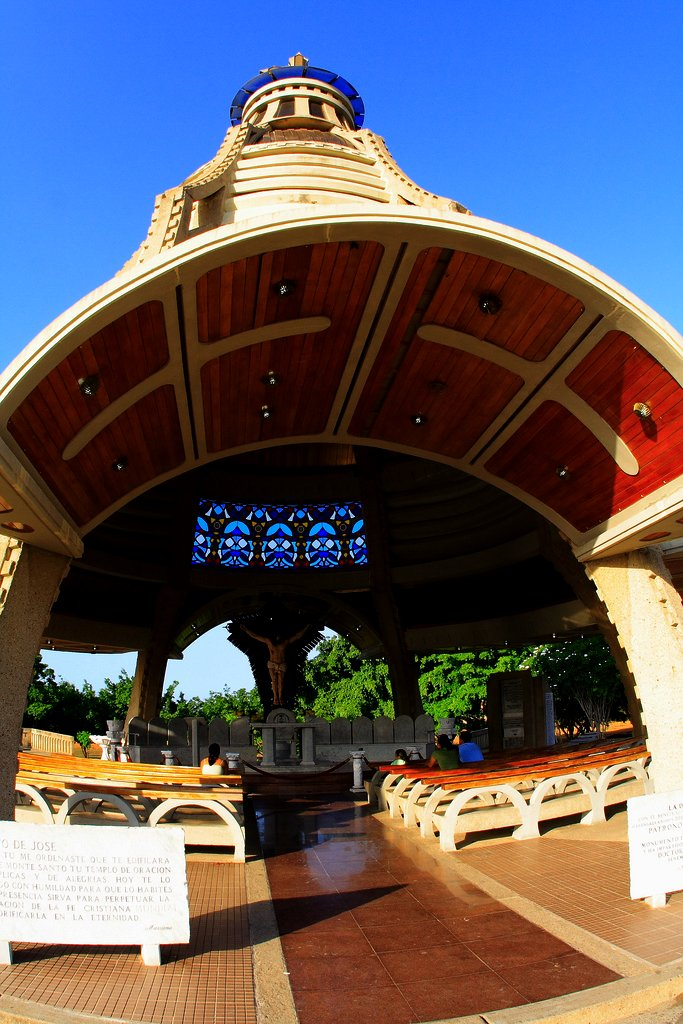
Entrée de la basilique de San José.

## Culture et éducation

### Musées
- Museo de Anzoátegui
- Museo de la Cultura
- Ateneo de Barcelona
- Teatro Cajigal
- Biblioteca J.T. Maza
- Galería de Arte del Consejo Legislativo Regional del Estado Anzoátegui
- Casa Natal de José Antonio Anzoátegui
- Casa Natal de Miguel Otero Silva

### Universités
- Universidad de Oriente (es) - Antenne Anzoátegui
- Instituto Universitario de Tecnología « General Pedro María Freites »
- Université centrale du Venezuela - antenne Barcelona
- Universidad Nacional Experimental Simón Rodríguez (es)
- Universidad Nacional Abierta (es)
- Universidad Gran Mariscal de Ayacucho (es) - siège principal
- Université Santa Maria - antenne Oriente
- Instituto Universitario Politécnico Santiago Mariño - siège principal

## Médias

### Presse
- El Tiempo (es) ; deux éditions (zone nord et centre-sud) et une autre pour l'État Sucre.
- Nueva Prensa de Oriente
- El Norte
- Metropolitano
- HoraSero

### Radio
- NotiRumbo Barcelona
- Circuito Unión Radio (640 AM)
- News (105.3 FM)
- La Mega (100.9 FM)
- Marejada (100.1 FM)
- La Lasser (97.7 FM)
- Nota FM (95.9 FM)
- Bravissima (93.1 FM)
- Cielo (99.3 FM)
- Esplendida (100.1 FM)
- POP (99.3 FM)

### Télévision
- Televisora de Oriente
- Anzoátegui TV
- TV puerto
- Telecaribe
- Oasis TV

## Jumelage
- Barcelone, Espagne
- Lechería, Venezuela
- Puerto La Cruz, Venezuela
- Buenos Aires, Argentine
- Coimbra, Portugal